# 馬圖拉縣
馬圖拉縣是印度的一個縣，位於該國北部，由北方邦負責管轄，面積3,329平方公里，2011年人口2,541,894，人口密度每平方公里764人。
马图拉区是印度教徒重要的朝圣中心。马图拉地区的许多城镇人口很少饮酒和食用非素食食品。
27°29′24″N 77°40′12″E / 27.49000°N 77.67000°E